# Anatoli Koroliov
Anatoli Vasílievich Koroliov (en ruso: Анатолий Васильевич Королёв) (24 de septiembre de 1946) es un destacado escritor, dramaturgo y ensayista ruso moderno posmodernista. 

## Biografía
Nació en Sverdlovsk (ahora Ekaterimburgo) en el seno de una familia de funcionarios. Poco tiempo después su familia se trasladó a Perm. Graduado por la facultad de letras de la Universidad de Perm (1970), estudió además cursos superiores de arte teatral (1981). Sirvió en el ejército como oficial, trabajó como reportero en la televisión de Perm y como corresponsal en un diario. 

A partir de 1980 vive en Moscú. Enseña en el Instituto de Literatura Máximo Gorki desde 2005 en la cátedra de maestría literaria.

Anatoli Koroliov

Es un dramaturgo, ensayista, novelista y explorador de obras de Pushkin, Bulgákov, Chéjov, Andréi Bely. 
Salió a la escena literaria en 1978. Está reconocido como uno de los más importantes autores rusos postmodernistas, surrealistas y esotéricos. 
En los últimos tiempos el escritor se entusiasma con el género de los collages literarios. Basándose en varias obras clásicas, escribe su nuevo texto. 
Es el autor de nueve novelas, diez piezas de teatro y más de cien ensayos. 
Sus piezas de teatro para la radio "Voces de la noche", "Vuelo", "Las novias de revólver" fueron traducidas al estonio, al eslovaco, al polaco, al alemán y han sido puestas en escena en el extranjero. 
Anatoli Koroliov trabaja en el cine también - es coautor del guion de cine "Coleccionista" para la obra de Yuri Grymov (2001). 
Sus novelas han sido traducidas al italiano, al francés y al búlgaro. 
Todas sus novelas fueron nominadas para el Premio Booker ruso. 
Es miembro de la Unión de Escritores rusos (desde 1991) y del Pen-Club ruso (desde 1997).

## Obras escogidas
- "Рисунок на вольную тему" (1978) - "Un dibujo al tema libre", novela corta
- Ловушка на ловца (1980) - "Una trampa para el cazador"
- Страж западни (1984) - "El guarda del lazo"
- Гений местности, повесть о парке (1990) - "Genius loci, o Parque"
- Голова Гоголя (1992) - "La cabeza de Gógol" - Premio Mosca-PENNE
- "Блюстители неба" (1992) - "Guardianes del cielo", novela
- "ЭРОН" (1994) - "Eron", novela
- "Охота на ясновидца" (1998) - "Cazando al clarividente", novela
- "Человек-язык" (1999) - "Hombre-lengua", novela
- "Змея в зеркале" (2001) - "La culebra en el espejo"
- "Дама пик; Носы: Коллажи" (2001) - "La dama de picas; Las narices: collages"
- "Леонардо" (2002) - "Leonardo", collage
- "Дракон" (2003) - "Dragón"
- "Быть Босхом" (2004) - "Ser Bosch", novela
- “Игры гения” (2006) - "Juegos del genio"
- "Stop, Коса!: Роман-амулет" (2008) - "¡Stop!, Guadaña: novela-amuleto"

## Premios
En 1994 Anatoli Koroliov fue galardonado con el premio de la revista literaria "Znamia" (Bandera) por su novela Eron.
En 2000 fue ganador del premio internacional Mosca-PENNE (Italia) por La cabeza de Gógol. 
En 2005 fue galardonado con el premio de los críticos de la Academia de Letras rusa - el Premio Apolón Grigóriev - por su novela "Ser Bosch" como mejor novela del año. 
En 2006 fue ganador del premio del gobierno de Moscú por la misma novela.